# Instituto Valenciano de Competitividad Empresarial
El Instituto Valenciano de Competitividad Empresarial (IVACE), anteriormente denominado Instituto de la Pequeña y Mediana Industria de la Generalidad Valenciana (IMPIVA), es un organismo público perteneciente a la Generalidad Valenciana creado el 10 de mayo de 1984 por la ley de la Generalidad Valenciana 2/84 y adscrito a la Consejería de Economía Sostenible, Sectores Productivos, Comercio y Trabajo de la Generalidad Valenciana.
Se fundó en 1984, y se encarga de promover las políticas de promoción de la innovación y ofrecer apoyo a las PYMES (pequeñas y medianas empresas) industriales de la Comunidad Valenciana.
Proporciona ayudas a empresas y entidades no lucrativas que colaboran con las PYMES en diferentes ámbitos como: tecnología y I + D, calidad y medio ambiente, formación y cooperación tecnológica o desarrollo y creación de empresas.
El IVACE tiene su sede en la ciudad de Valencia, concretamente en la Calle de la Democracia, 77 (antes Castán Tobeñas) Torre 2 - Acceso por Calle Nou d'Octubre. También posee dos Oficinas PROP en las ciudades de Alicante y Castellón de la Plana.